# Sergueï Novikov (mathématicien)
Pour les articles homonymes, voir Sergueï Novikov et Novikov.
Sergueï Petrovitch Novikov (en russe : Сергей Петрович Новиков), né le 20 mars 1938 à Gorki (RSFS de Russie, Union soviétique) et mort le 6 juin 2024, est un mathématicien soviétique puis russe, lauréat à la fois de la médaille Fields et du prix Wolf de mathématiques.

## Milieu familial
La famille parentale de Sergueï Novikov compte de nombreux mathématiciens et physiciens de talent. Ses parents, Piotr Novikov et Lioudmila Keldych, étaient des mathématiciens reconnus pour leurs travaux respectifs sur la théorie des groupes et la théorie des ensembles. L'oncle maternel de Sergueï, Mstislav Keldych, a travaillé sur les fonctions complexes.
Les frères et sœurs de Sergueï ont eu aussi un avenir scientifique notable. Entre autres, le frère aîné, Leonid Novikov, est devenu physicien.
Dans un tel environnement familial, Sergueï Novikov choisit la recherche mathématique à l'âge de 17 ans. En 1955, il entre à l'université de Moscou.

## Travaux
Dans ses premières années de recherche, Sergueï Novikov s'intéresse aux travaux de Frank Adams en homologie qu'il adapte pour les appliquer au cobordisme et à la K-théorie. Cette première recherche conduit à la suite spectrale d'Adams-Novikov (en).
Il continue sa carrière en énonçant un grand nombre de résultats remarquables en topologie :
- l'invariance topologique des classes de Pontriaguine,
- la classification des variétés différentielles simplement connexes,
- des résultats sur les groupes d'homotopie stable.

Il a aussi apporté une contribution non négligeable en physique mathématique.

## Distinctions
- Prix Lénine (1967)
- Médaille Fields (1970)
- Prix Lobatchevski (1981)
- Prix Wolf de mathématiques (2005)